# Vladimir Ivanek
Vladimir Ivanek (Tuzla, 20. siječnja 1980.), hrv. bh. stolnotenisač, bh. reprezentativac i višestruki prvak BiH, izbornik muške bh. reprezentacije

## Životopis
Rođen u Tuzli. Od 7. godine bavi se stolnim tenisom. Od 1987. trenirao u tuzlanskom klubu Kreka Jedinstvo. Igrao za sve mlade bh. stolnoteniske reprezentacije i za "A" reprezentaciju. Višestruki prvak BiH u stolnom tenisu. Do 2007. sa svojim klubom osvojio je sedam uzastopnih naslova prvaka u Premijer ligi BiH. 2007. osvojili su naslov bez poraza. Do 2007. triput zaredom osvojio je i Kup BiH. Na Europskom prvenstvu Divizije "B" u Beogradu 2007. s bh. reprezentacijom osvojio drugo mjesto. Kao član kluba Bosnnam postao prvak BiH i 2008. u singlu, drugi u muškom dublu s Edinom Hadžićem. S Bosnnamom iz Sarajeva 2009. je osvojio deveti uzastopni ekipni naslov.
Član STK Kreka. Izbornik muške bh. reprezentacije od siječnja 2011. godine.

## Nagrade
- 1992. Športaš godine Grada Tuzle, proglašeno ravnopravno s još 14 najboljih iz devet športskih grana[6]
- 2007. kandidat za najboljeg športaša BiH (prva nominacija)[1]

## Vanjske poveznice
- Poskok.info  Arhivirana inačica izvorne stranice od 9. prosinca 2017. (Wayback Machine) VLM/HMS: Na Sveučilištu u Mostaru promovirana 33 doktora znanosti, 4. prosinca 2015.
- Fakultet prirodoslovno-matematičkih i odgojnih znanosti - Sportovi s reketom  Arhivirana inačica izvorne stranice od 9. prosinca 2017. (Wayback Machine) Teorijski dio ispita iz kolegija Sportovi s reketom, doc.dr.sc. Vladimir Ivanek